# Jan Myrdal
Jan Myrdal (ur. 19 lipca 1927 w Sztokholmie, zm. 30 października 2020 w Varberg) – szwedzki pisarz, krytyk literacki i reporter.
Był synem ekonomisty Gunnara i dyplomaty Alvy. W latach 70. był przewodniczącym Towarzystwa Przyjaźni Szwedzko-Chińskiej. W swojej twórczości krytykował ze stanowiska socjaldemokratycznego społeczeństwo mieszczańskie. Jako pisarz stosował technikę reportażu, pamfletu, wyznania i dokumentu. Był autorem powieści, opisów podróży (m.in. Na poddaszu świata 1960, wyd. pol. 1964), esejów (Confessions of disloyal European 1968), a także scenariuszy filmowych, słuchowisk i polemik.